# Font Màgica de Montjuïc
La Font Màgica de Montjuïc, o simplement de Montjuïc, es troba a la plaça de Carles Buïgas de Barcelona i està catalogada com a bé cultural d'interès local. És l'element principal d'un conjunt de jocs de llum i aigua que es desenvolupa en tot l'eix de l'Exposició Internacional, que inclou cascades i estanys i, a la part baixa, fileres de columnes lluminoses a banda i banda de l'avinguda, avui en dia substituïdes per brolladors il·luminats de proporcions semblants i manteniment més senzill.

## Història
Va ser construïda amb motiu de l'Exposició Internacional de 1929 per l'enginyer Carles Buïgas i Sans al lloc on eren situades les Quatre Columnes de Josep Puig i Cadafalch, enderrocades el 1928.
La urbanització de tota la part baixa de la muntanya de Montjuïc fou força accidentada, durant els anys de projectes per a l'Exposició Universal hi intervingueren diversos arquitectes i s'anaren modificant els terminis. El 1923 es produí el cop d'estat del general Primo de Rivera, que afectà la direcció de l'exposició i n'aturà les obres. Josep Puig i Cadafalch, que en aquell moment era el president de la Mancomunitat de Catalunya, dimití dels seus càrrecs i també com a principal responsable de les obres de l'Exposició Universal. Llavors es nomenà el marquès de Foronda com a comissari reial de l'exposició i Pere Domènech i Roura director general de construccions. En aquesta fase cobrà protagonisme la figura de Carles Buïgas.
Les quatre columnes de Puig i Cadafalch foren enderrocades per ordre de Primo de Rivera i calia omplir el forat que quedava a l'esplanada davant del Palau Nacional. El gran encert de Buïgas fou aprofitar la teatralitat de l'eix de l'avinguda de Maria Cristina amb la seva perspectiva arquitectònica in crescendo. El Palau Nacional, amb la seva il·luminació, es constituïa com a fons d'escenari i els jocs d'aigua i llum davallaven fins a la plaça d'Espanya en diversos nivells de cascades, on la gran font tenia el paper protagonista.
El 18 de juny de 1928, Buïgas va entregar al Comitè Executiu de l'exposició 460 plànols i 70 grans dibuixos amb el projecte que va ser titllat de bogeria per alguns dels comissaris. Les obres de construcció van durar menys d'un any i hi van participar més de 3.000 treballadors.
De tots els jocs d'aigua i llum ideats per Buïgas han arribat fins a nosaltres les quatre grans cascades i el gran brollador central. Des que es va construir la font ha esdevingut un atractiu turístic internacional i una de les icones de Barcelona. Durant aquests anys ha sofert el deteriorament per abandó i pel mateix desgast amb el seu funcionament. També cal pensar que molts dels elements s'havien previst únicament per als dies de l'Exposició Universal i, per tant, de vida efímera. El primer cop fou la Guerra Civil i la forta crisi econòmica que se'n seguí, el mateix Buïgas se'n lamenta en el seu llibre La Fuente quan diu: Tenían que desaparecer - y desaparecieron - la Plaza del Universo, la mayor parte de la Plaza de la Fuente Màgica, salvo la misma fuente o surtidor, todos los obeliscos de la Avenida Reina María Cristina, todas las cascadas, las fuentes menores.
El 1954 el mateix Buïgas va fer treballs de restauració reconstruint part del que s'havia malmès durant la postguerra i als anys setanta es renovaren elements de control i part de la il·luminació. Als anys 80 s'hi va incorporar música, i poc abans dels Jocs Olímpics de 1992 a Barcelona va ser restaurada de manera provisional per tal de permetre el seu funcionament durant l'esdeveniment. De fet la font es trobava en molt mal estat i va aguantar més o menys fins al dia de la inauguració dels Jocs Paralímpics d'estiu de 1992, en què es va produir un trencament que va obligar a buidar el llac principal. Així durant tot l'any 1993 la font no va funcionar.
El projecte de reparació general no fou iniciat fins al 1994, en què s'intervingué en la gran hidràulica i en anys successius en els prismes d'il·luminació, la petita hidràulica, els vidres d'ocultació, les fonts perifèriques, el vas principal, l'electricitat i finalment els sistemes de control. El projecte de restauració dels enginyers Blanca Jinénez de Anta i Ángel Gea finalitzà l'any 1998 deixant la font completament restaurada. Durant la intervenció es va nomenar com a codirector de les obres a l'enginyer Josep Amat per compaginar la restauració funcional amb la conservació dels principals elements originals que varen fer possible l'automatització amb els recursos tecnològics de l'any 1929.
El gener de 2015 es va procedir a restaurar de nou la font.

## Descripció[8]
Exteriorment, la font té una planta pseudoel·líptica amb un eix llarg de 65 m i un de curt de 59 m. Està formada per tres llacs concèntrics en nivells esglaonats amb un desnivell d'1,50 i 1,85 m d'alçada cada un. El vas intermedi té un diàmetre de 35 m i el superior de 12 i són de planta circular. Els tres llacs en conjunt poden contenir un volum d'aigua de 3.100.000 l dels quals 2.500.000 corresponen al vas principal, 500.000 l al llac mitjà i 100.000 l al vas superior.
El llac principal està construït directament sobre el terreny mentre que l'intermedi i el superior cobreixen l'espai subterrani de maniobra on hi ha les bateries d'il·luminació, les canonades d'impulsió, les bombes, etc. Les sales de màquines es comuniquen amb l'exterior mitjançant un túnel on hi ha les dependències amb els quadres elèctrics.
En els dos llacs centrals hi ha els 19 jocs d'aigua principals de la font i en el llac gran o inferior hi trobem 20 petites fonts perifèriques amb cinc jocs d'aigua secundaris. El sistema d'il·luminació de l'aigua es fa a través de 120 claraboies sota les quals hi ha 120 prismes pentagonals amb vidres de colors que al girar donen les diferents tonalitats a l'aigua. Per a les fonts perifèriques els prismes només tenen tres costats amb vidres de colors: vermell, verd i blau. Per a les claraboies centrals hi ha els colors: blanc, groc, vermell, blau i verd. Els prismes, amb els vidres de colors, són moguts pel mateix sistema que va idear Buïgas amb motors de 1/2 CV, originals de l'any 1929.
La font té una potència instal·lada de 3.000 kW mentre que la potència instal·lada en tot l'eix de Maria Cristina és de 6.000 kW. En total la font disposa de 132 motors elèctrics que accionen les bombes, els prismes d'il·luminació, els jocs d'aigua mòbils i els sistemes auxiliars. La font pot moure fins a 2.925 litres d'aigua per segon gràcies a quatre grups motobomba de 265 CV per als jocs d'aigua centrals i un de 125 CV per a les fonts perifèriques del llac gran.

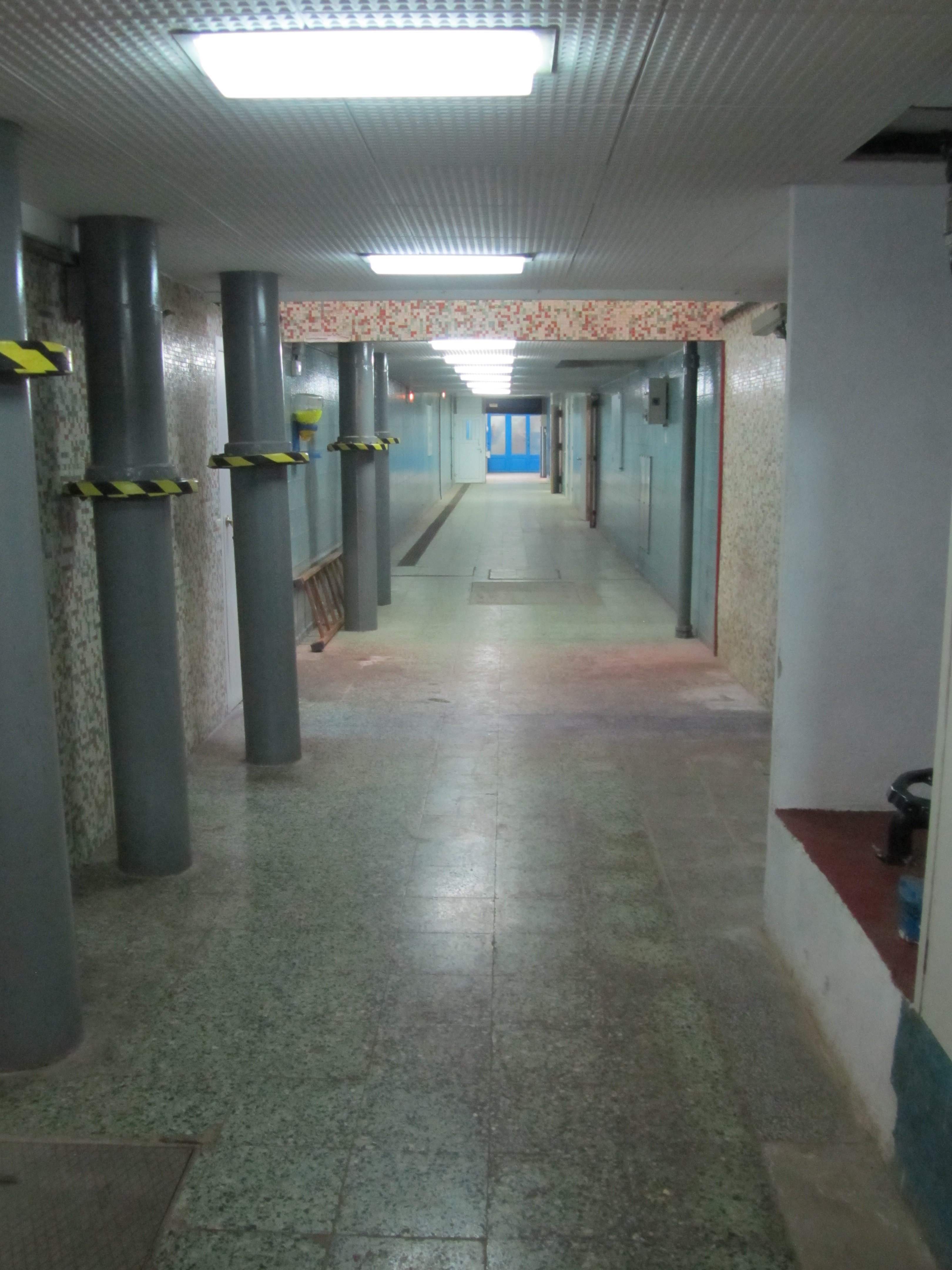
Interior
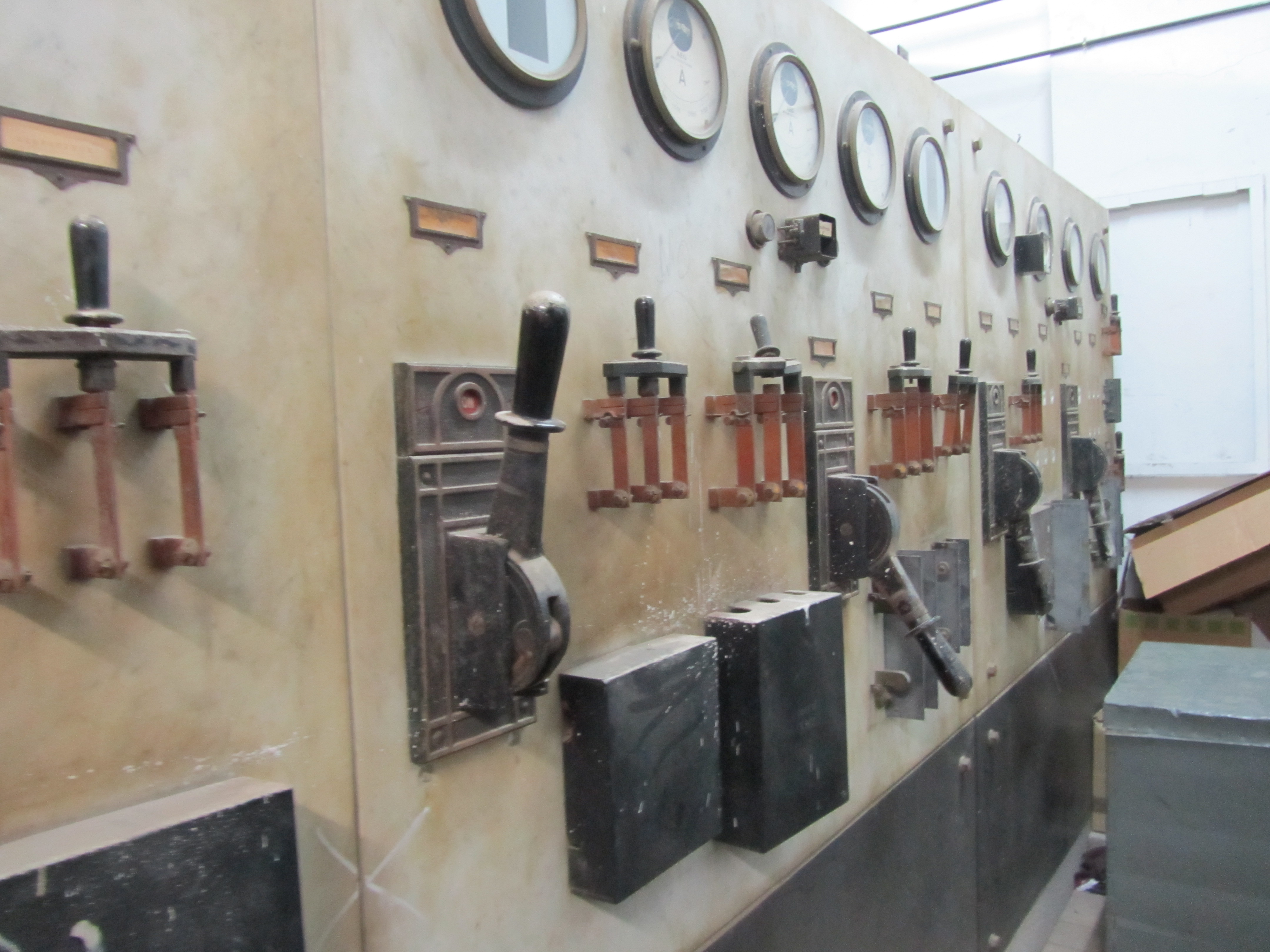
Antiga sala de control
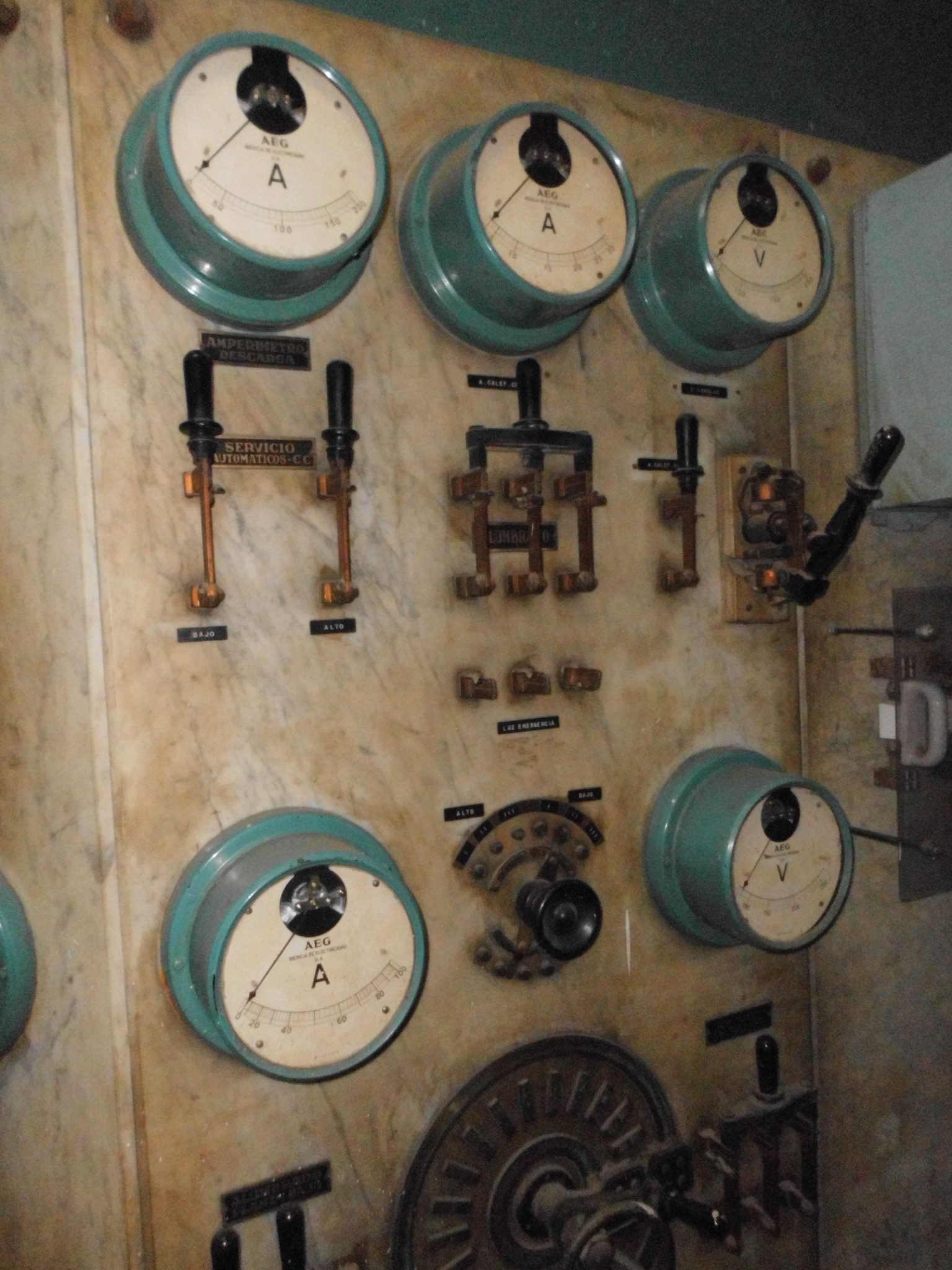
Detall de la sala de control
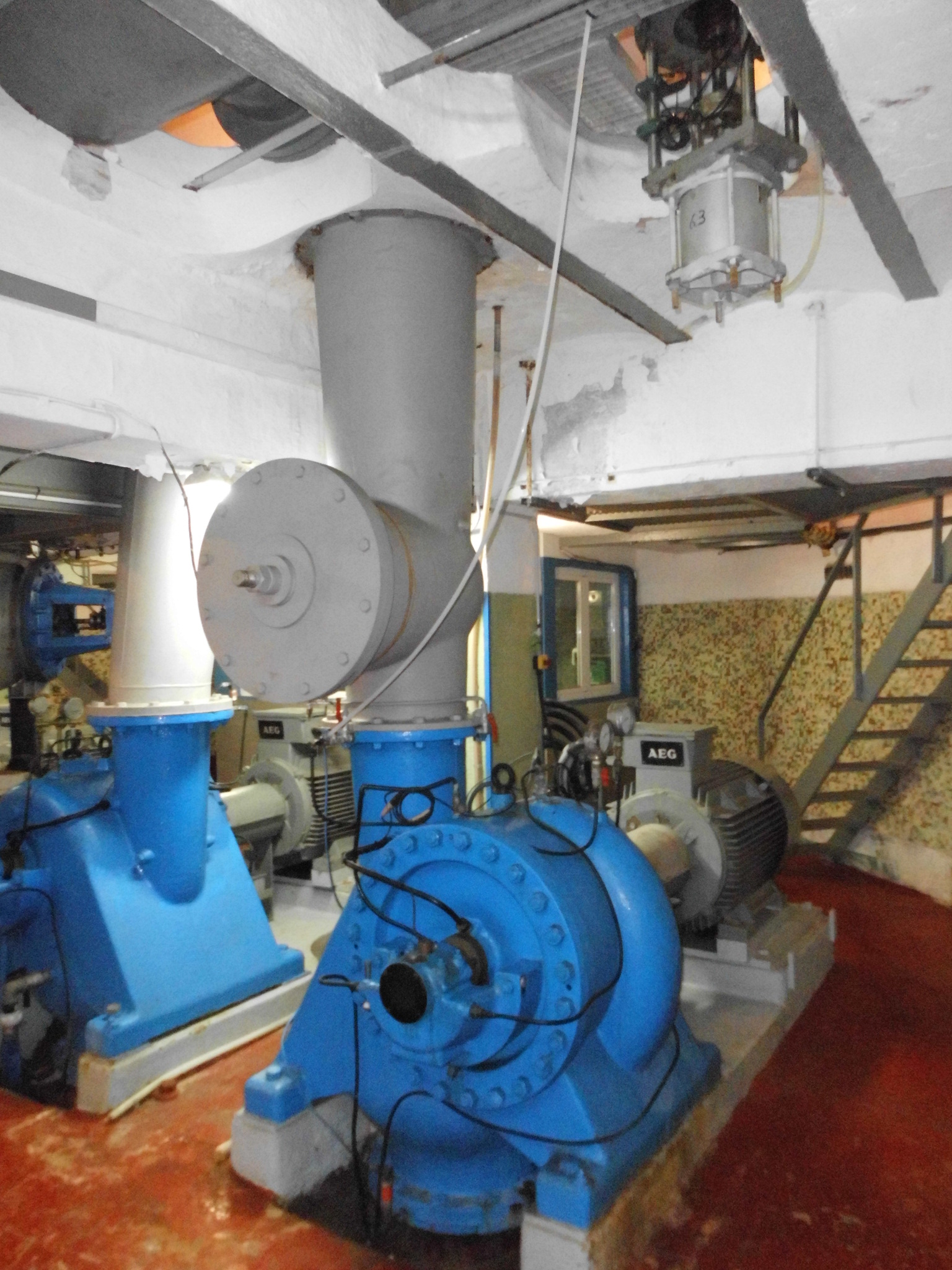
Sala de bombes
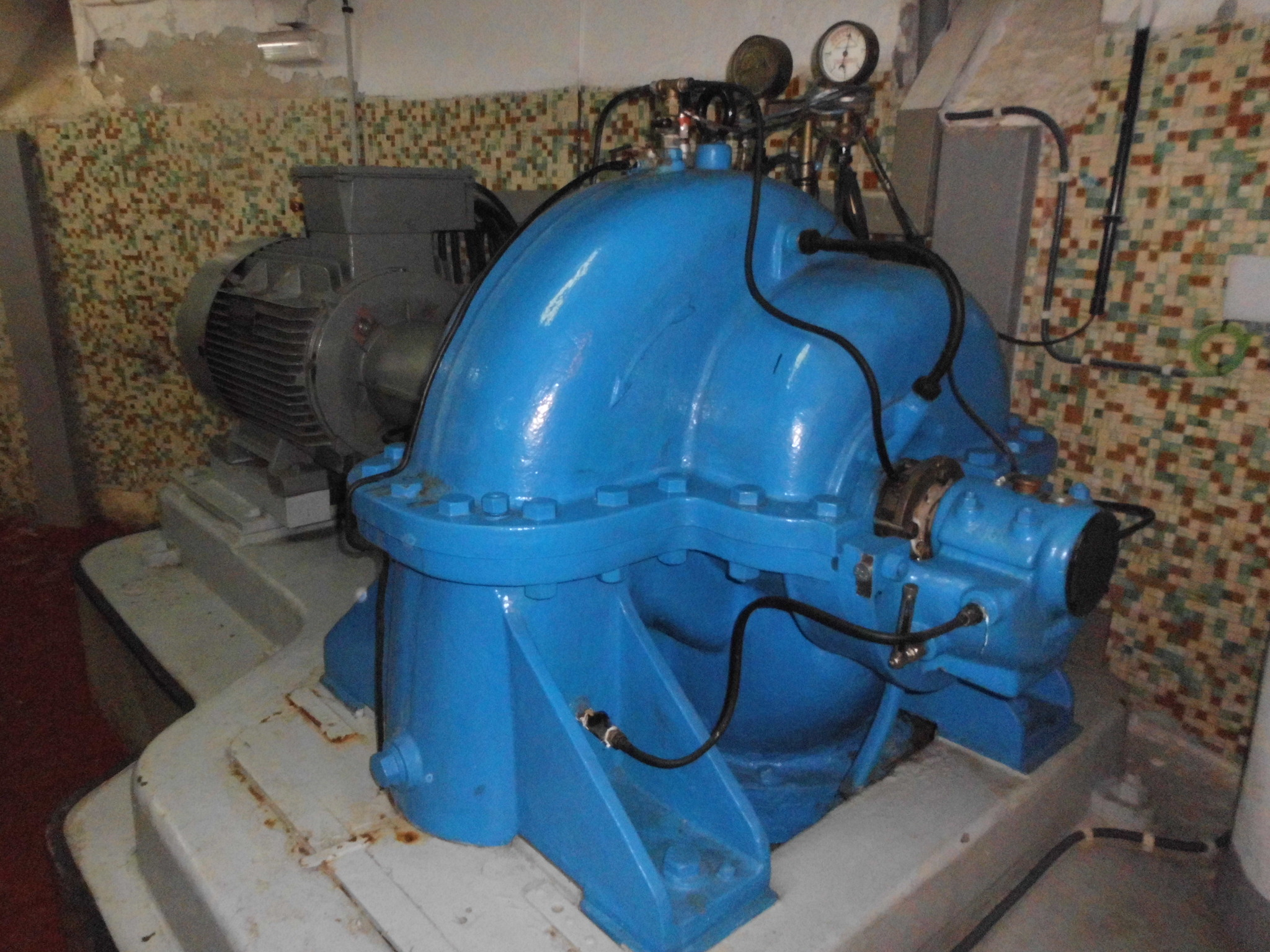
Bomba principal
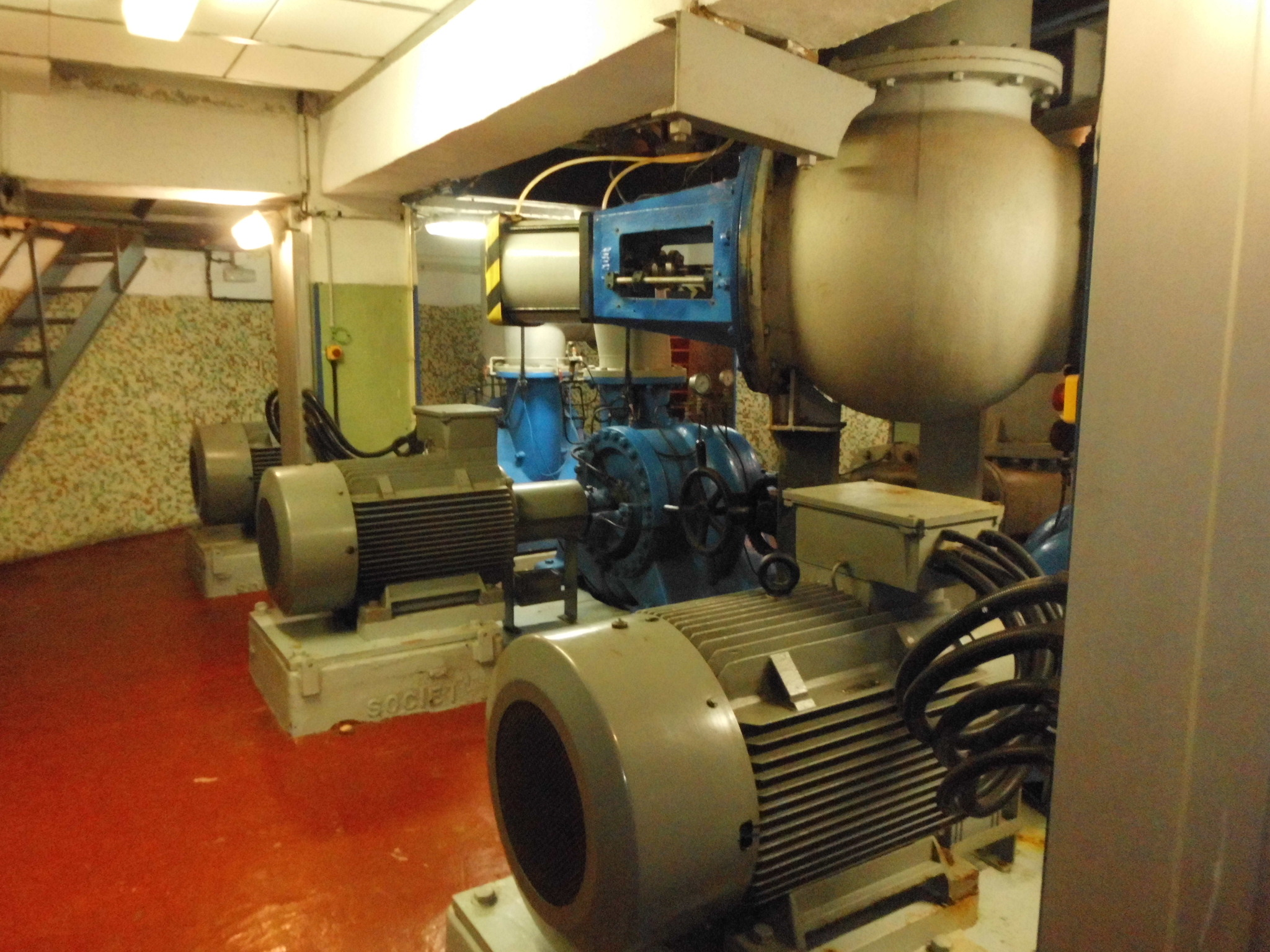
Motors
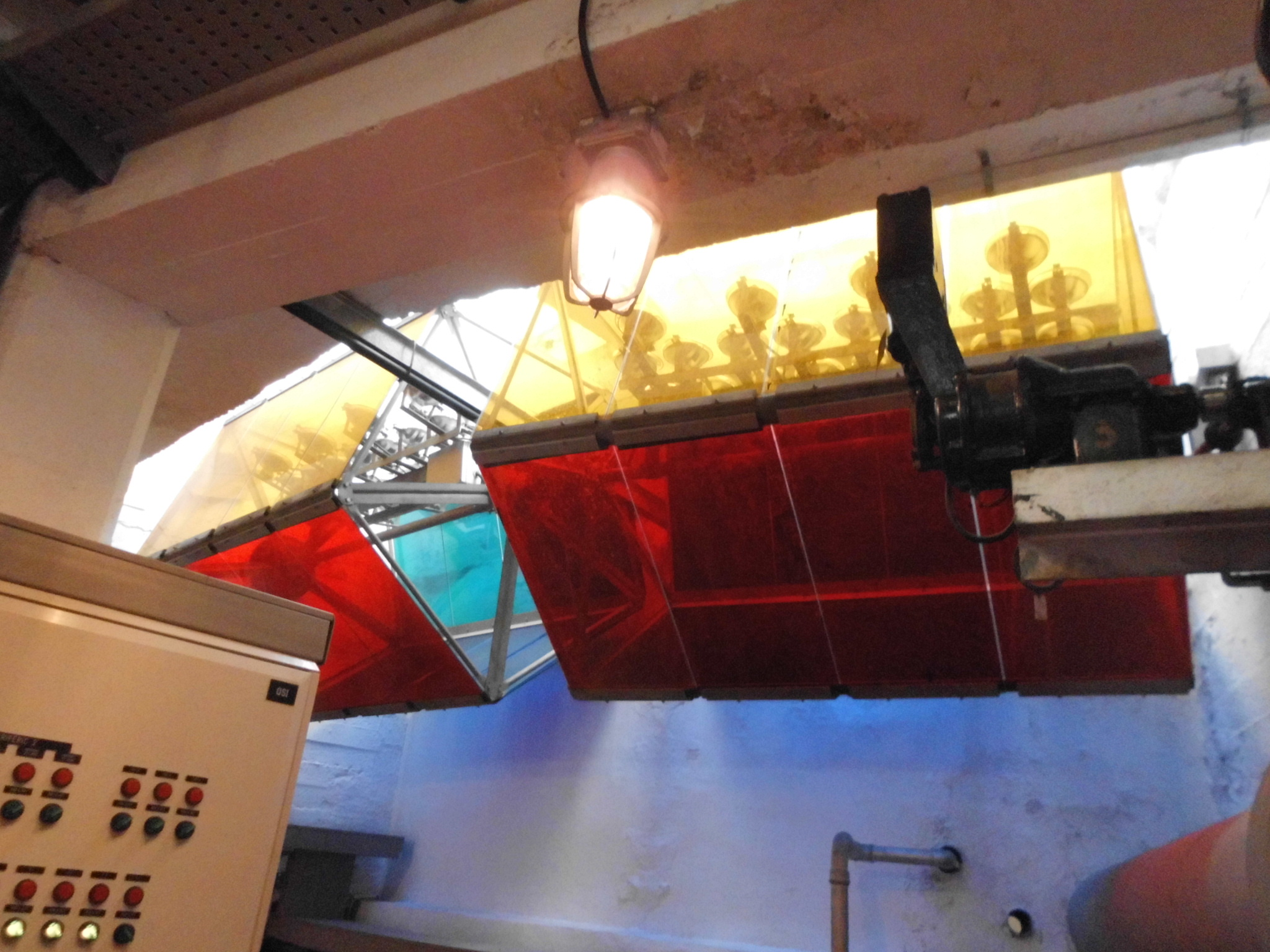
Prismes
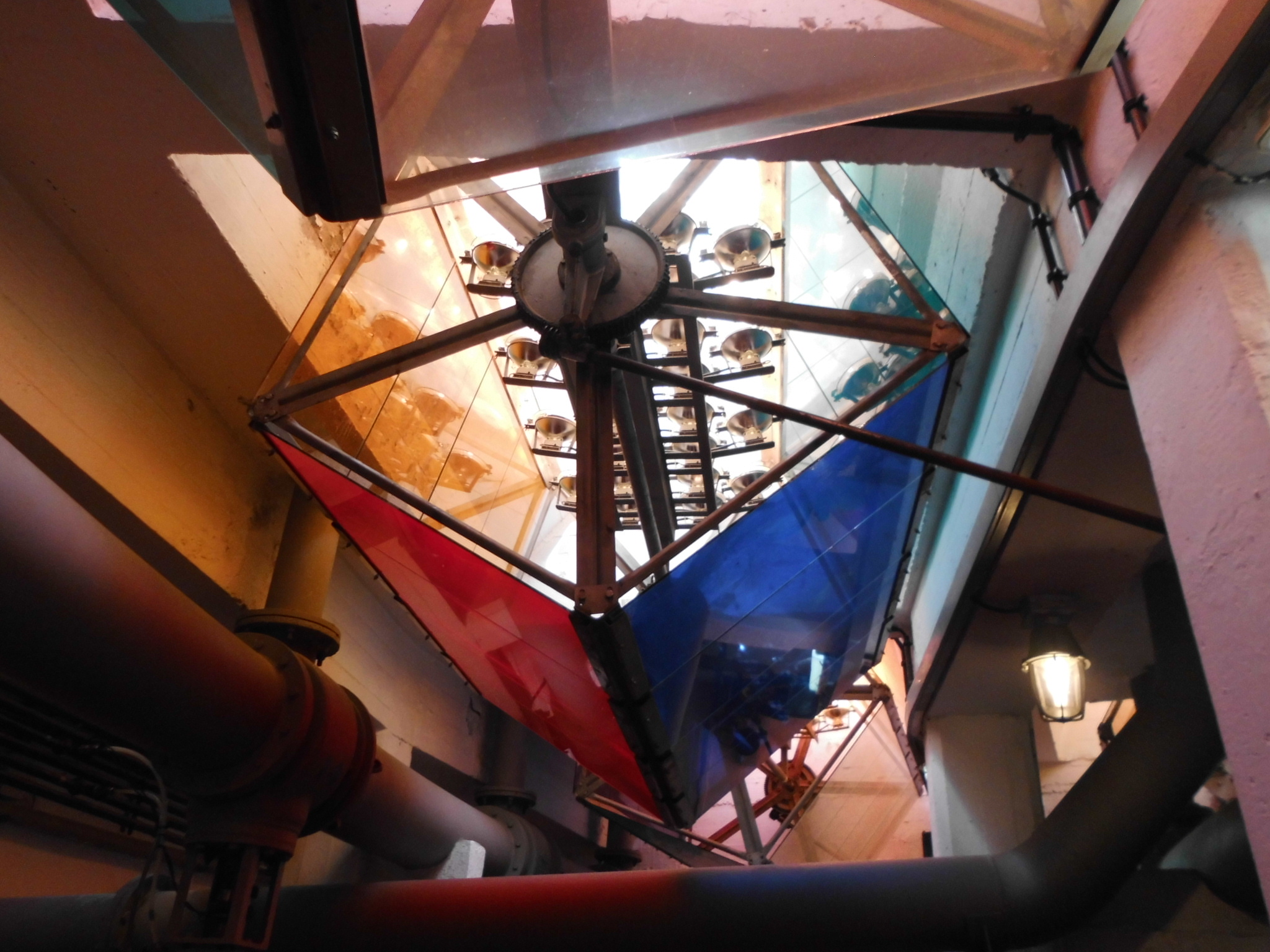
Detall d'un prisma

## Altres vistes

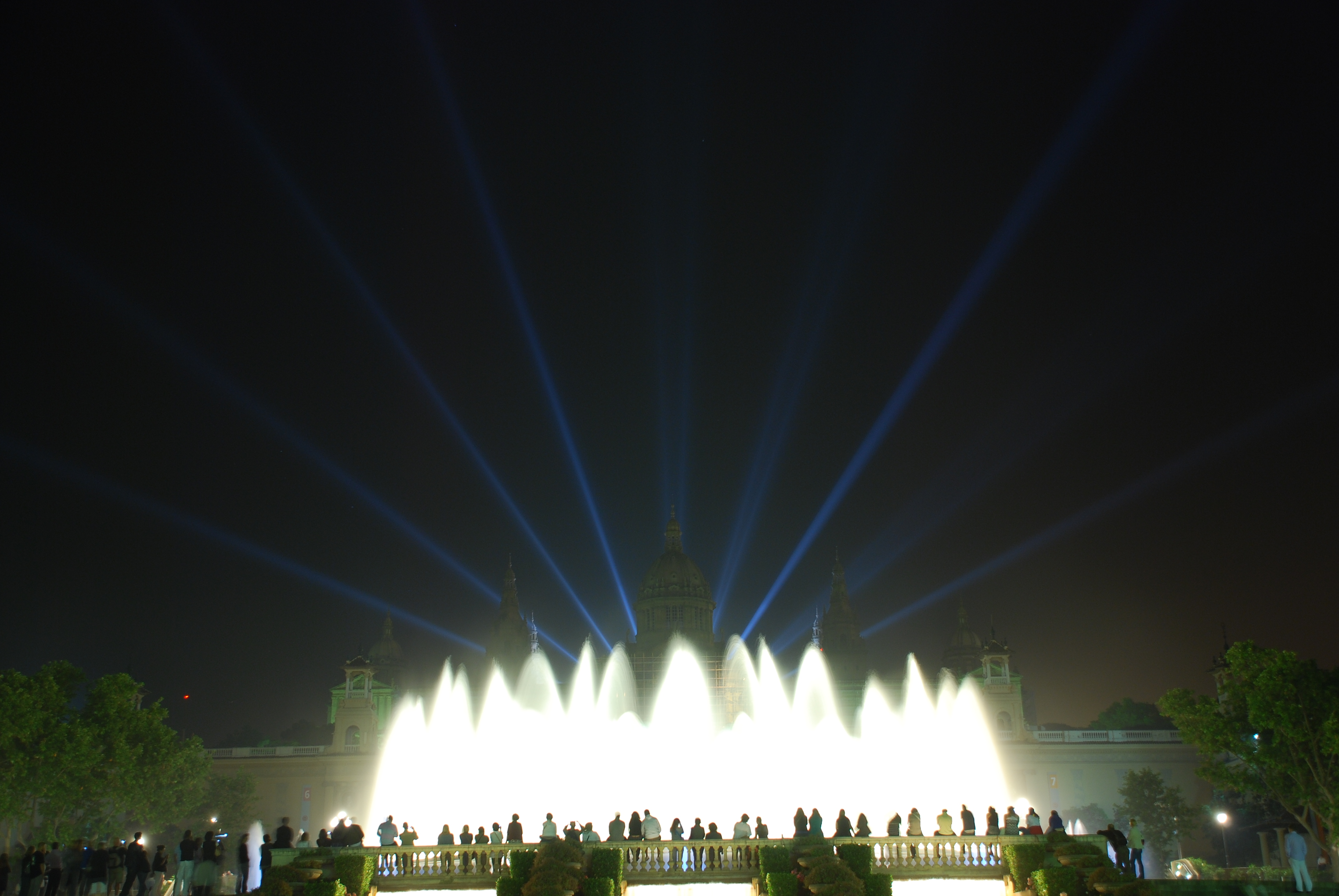
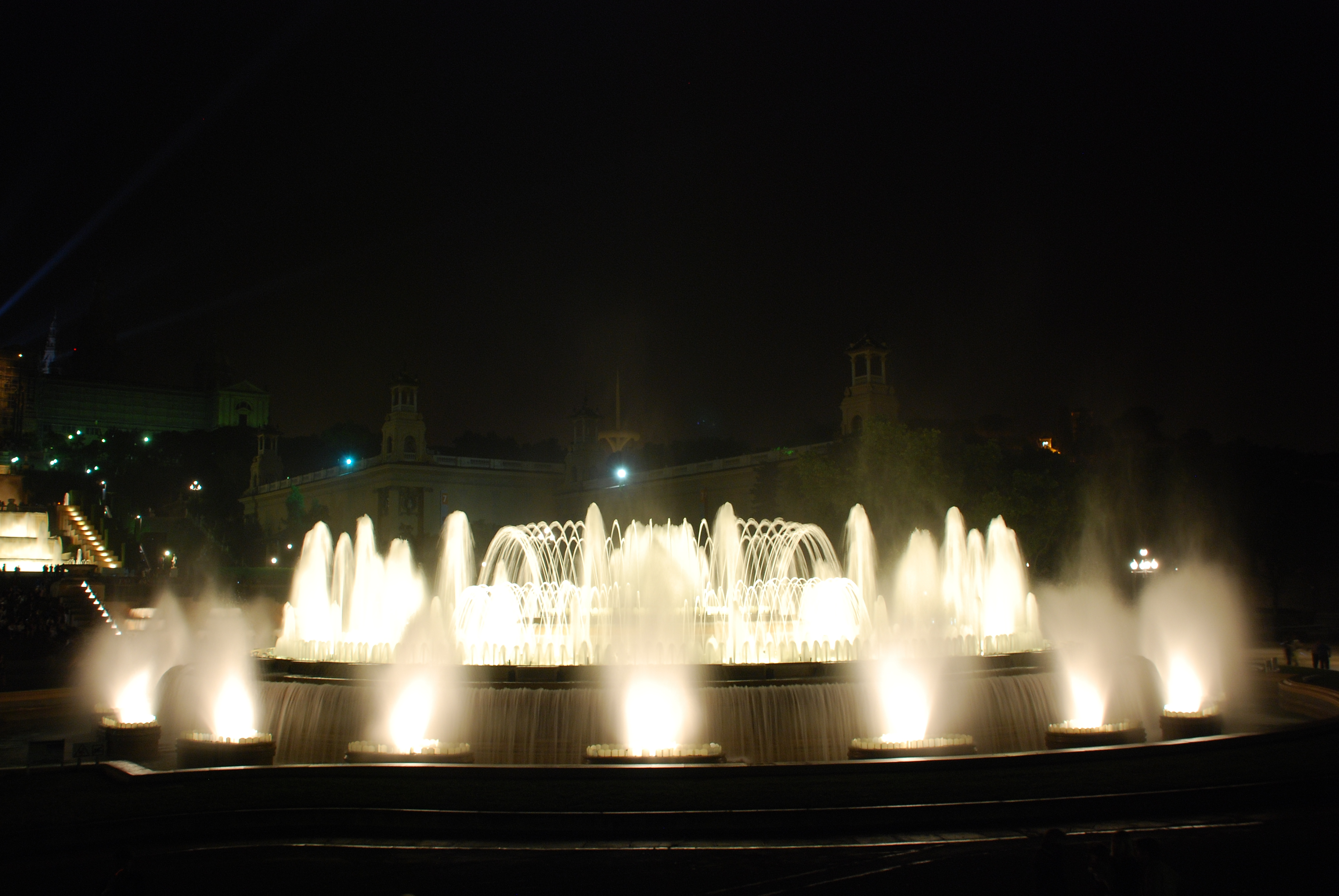
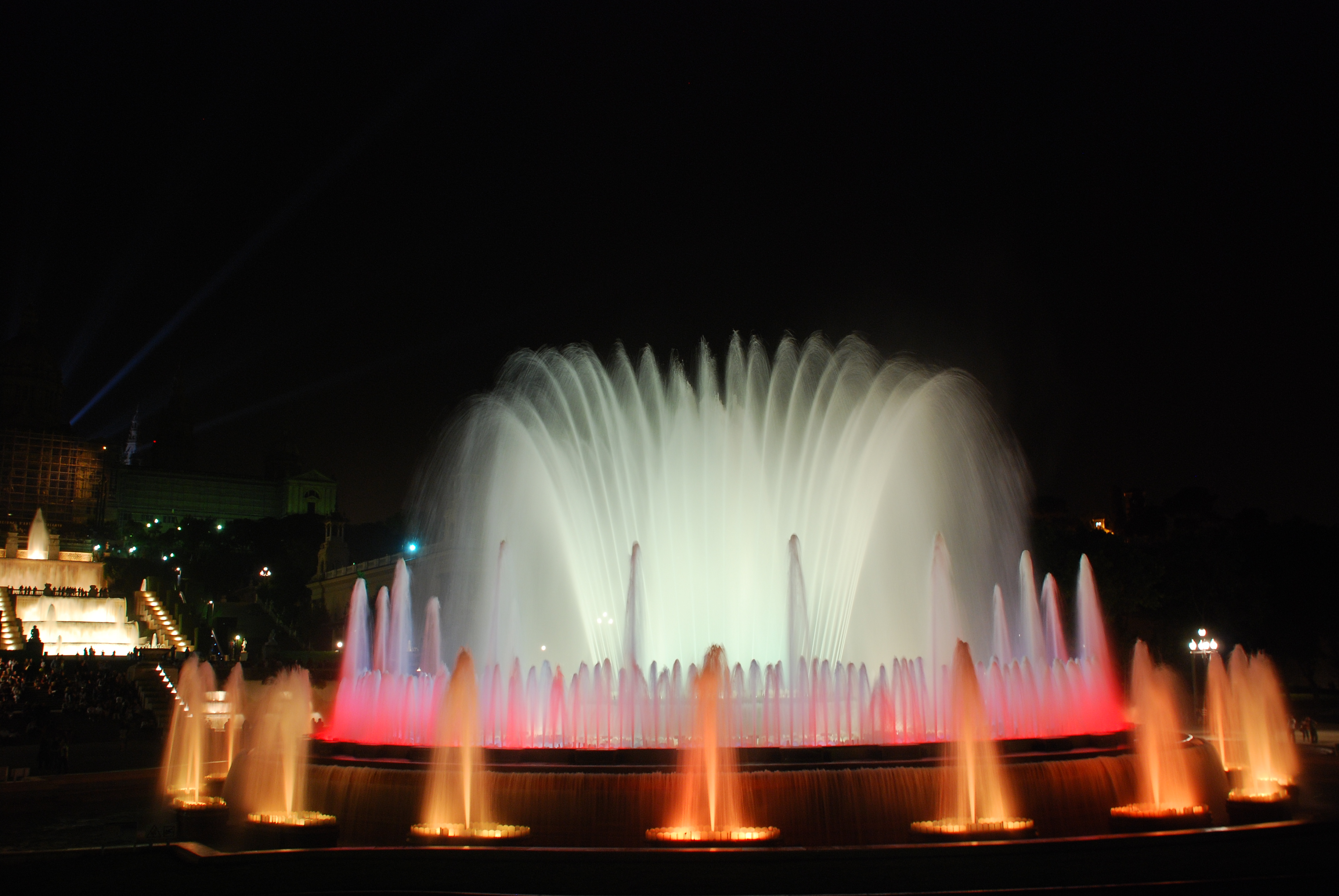
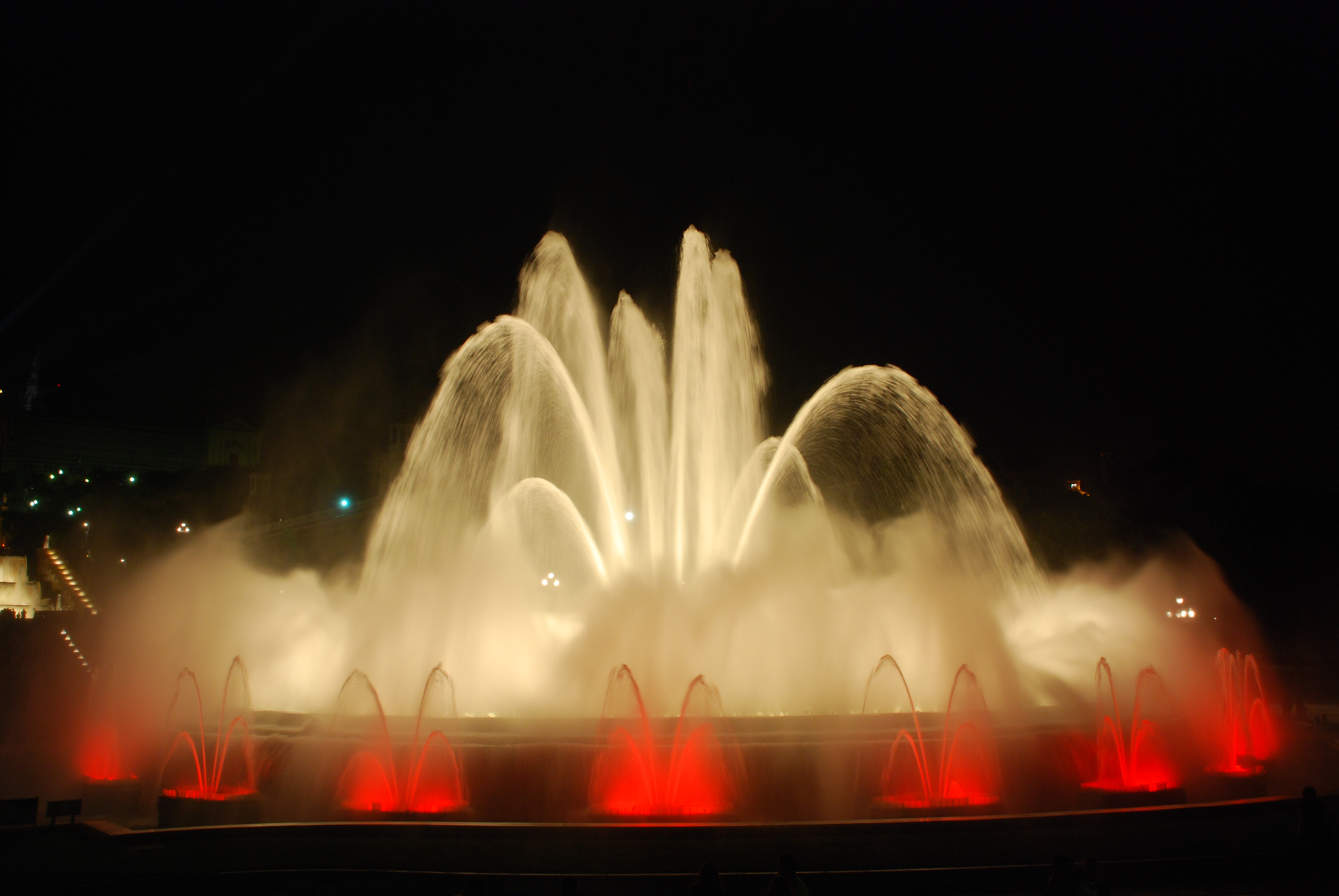
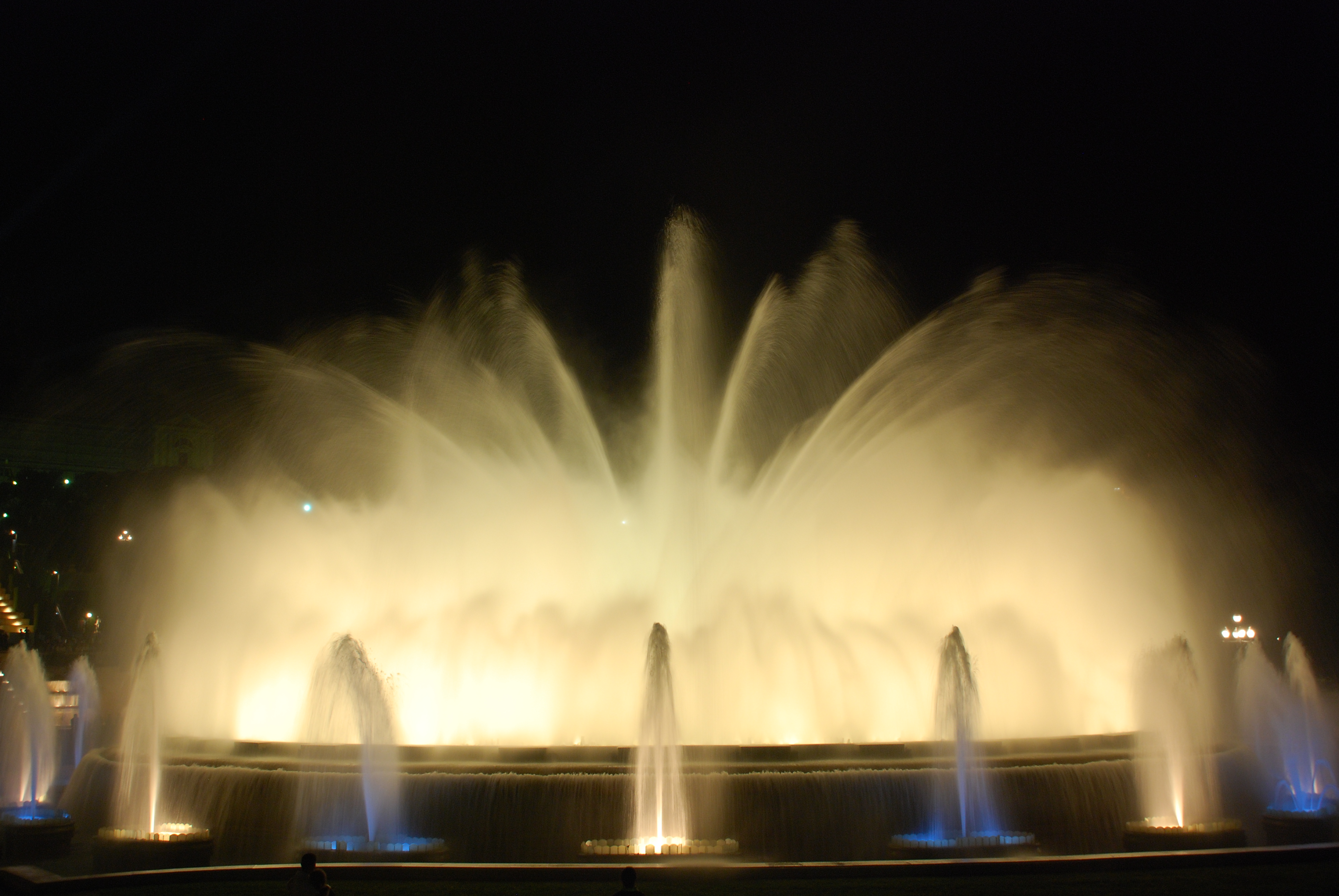
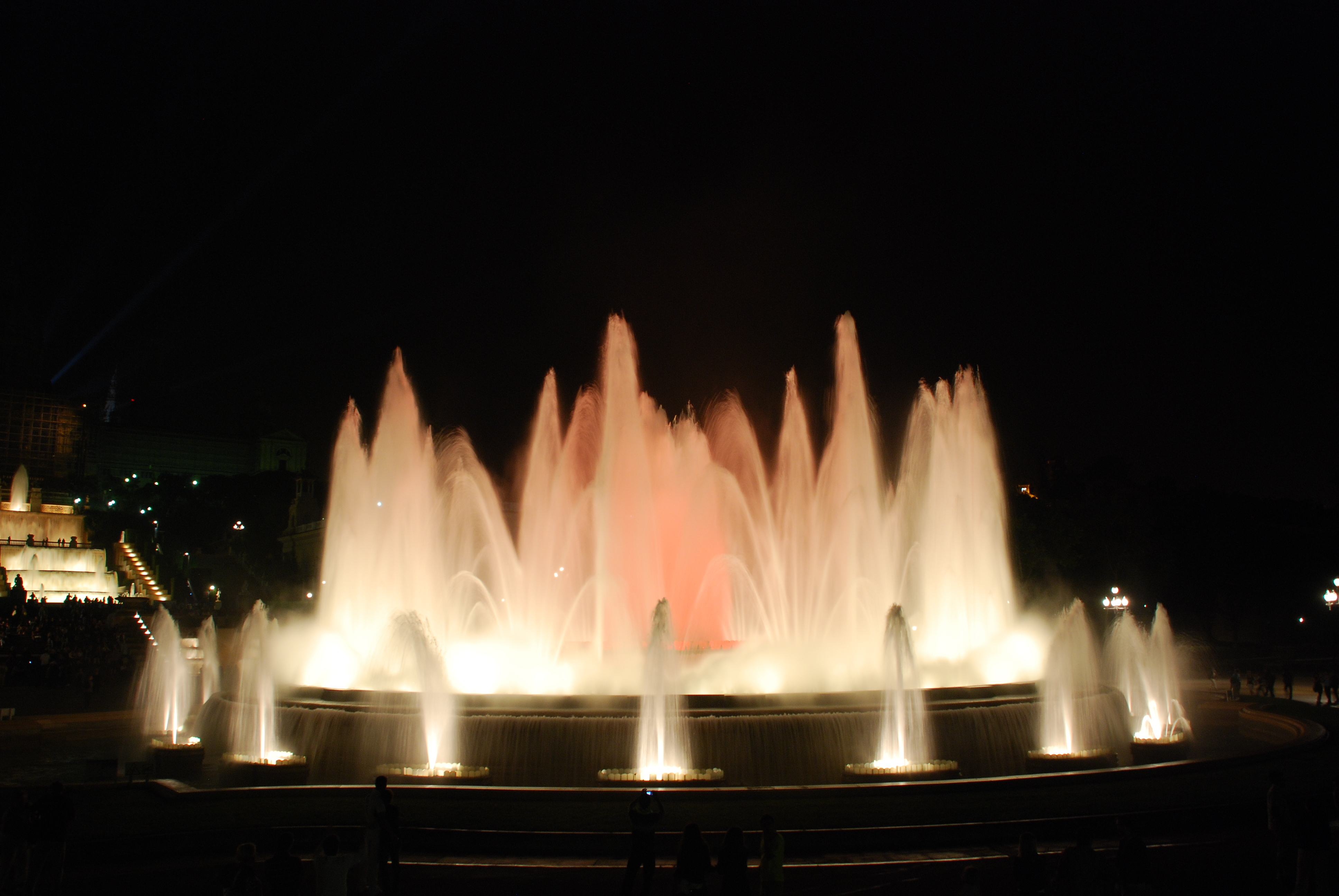
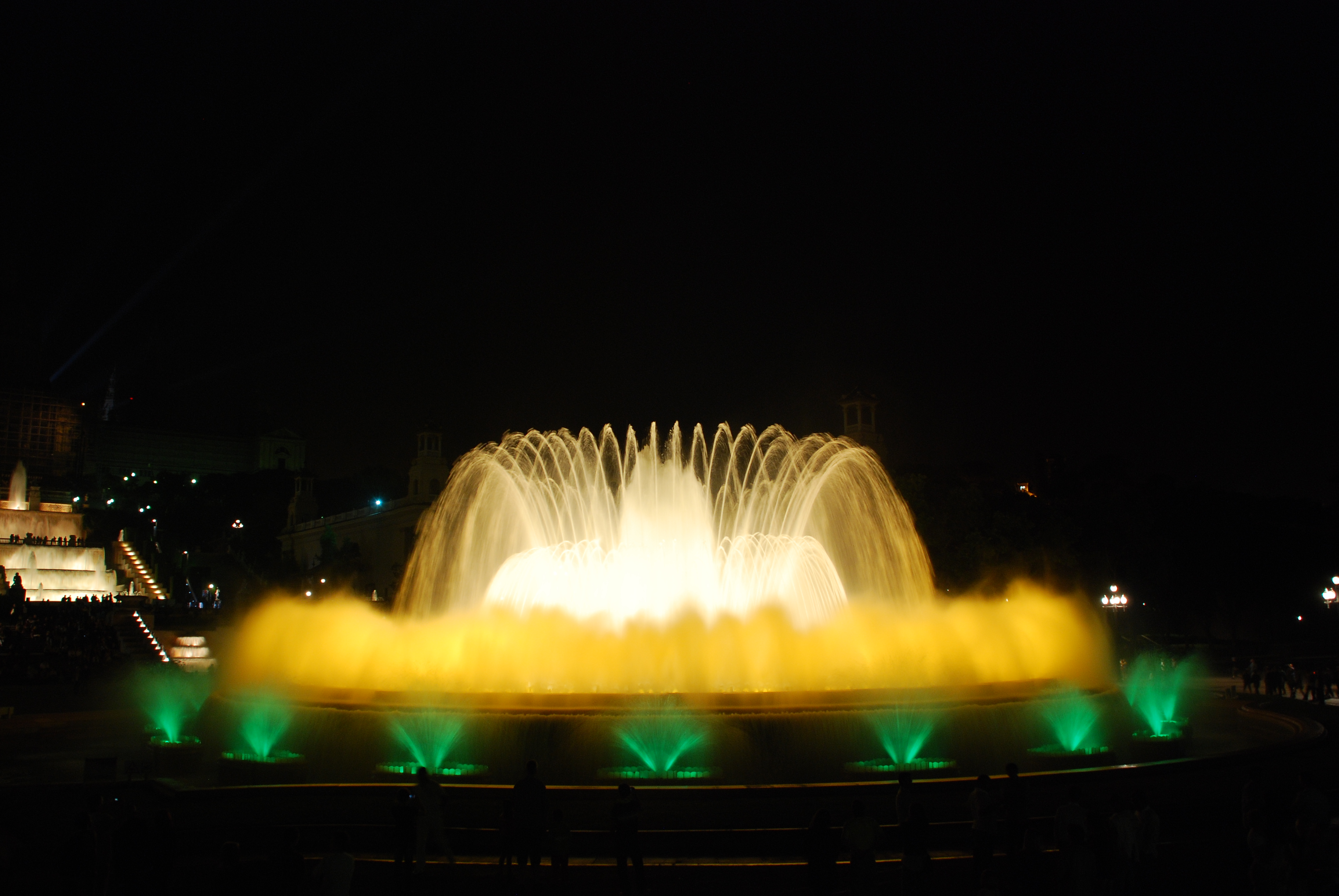
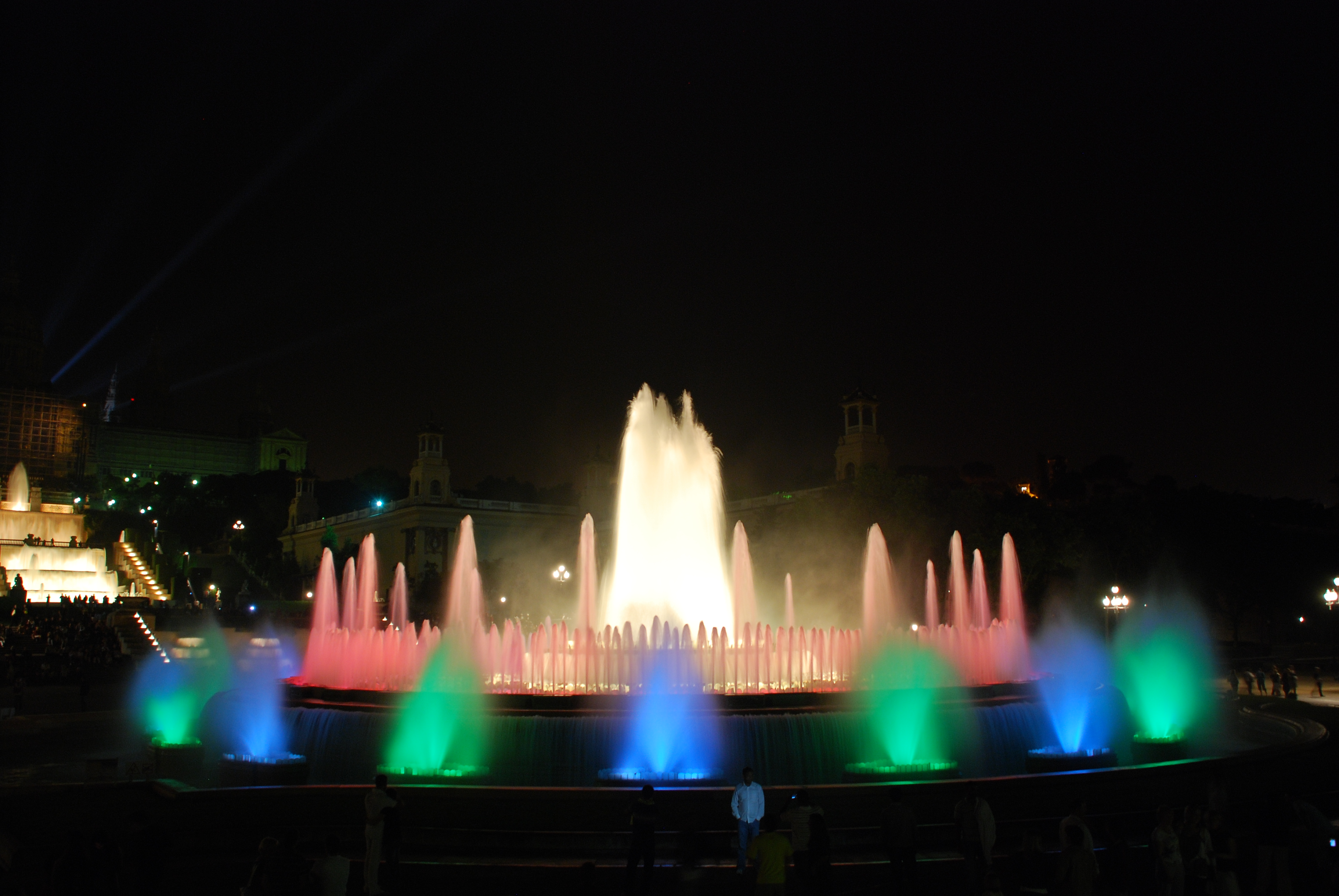
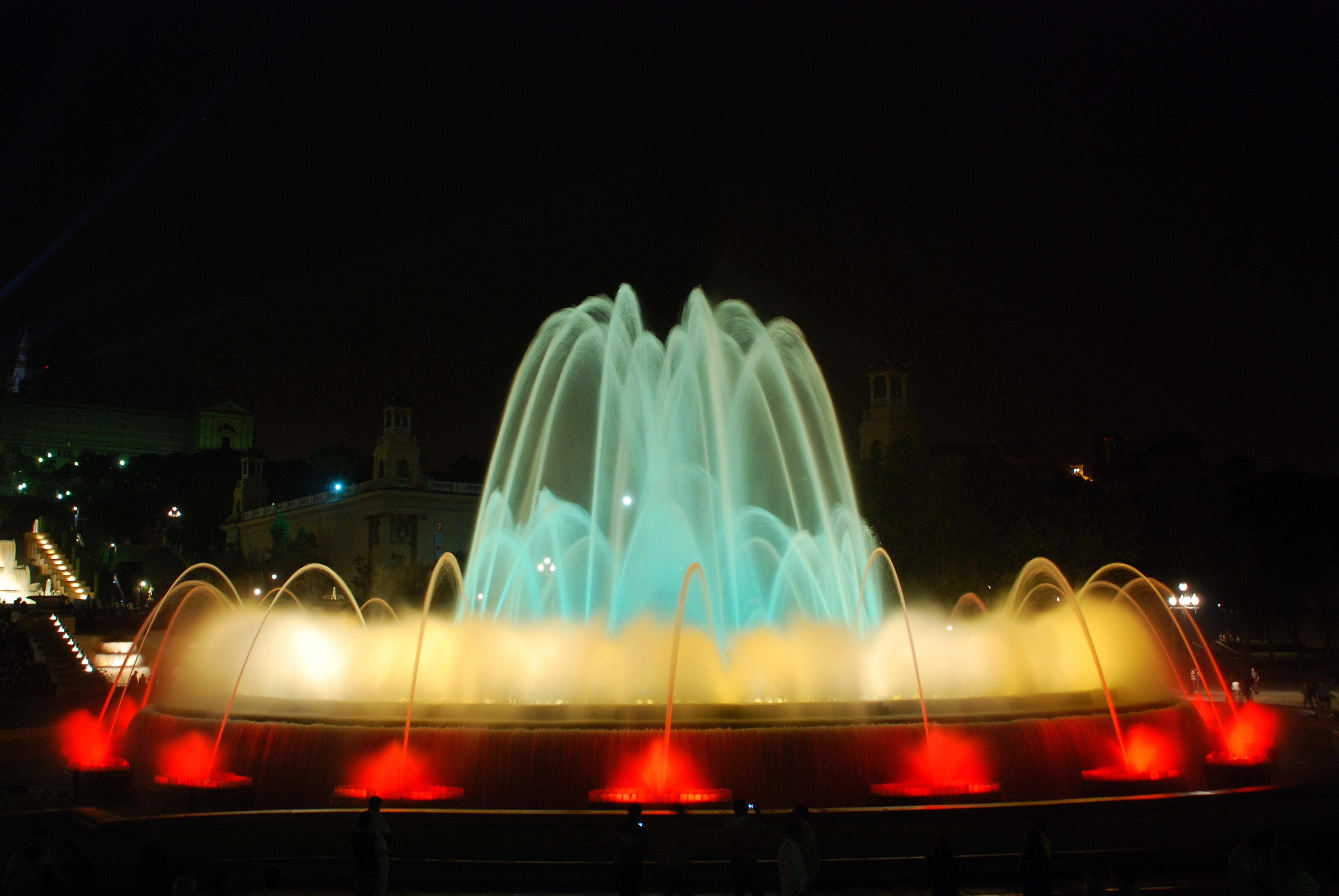
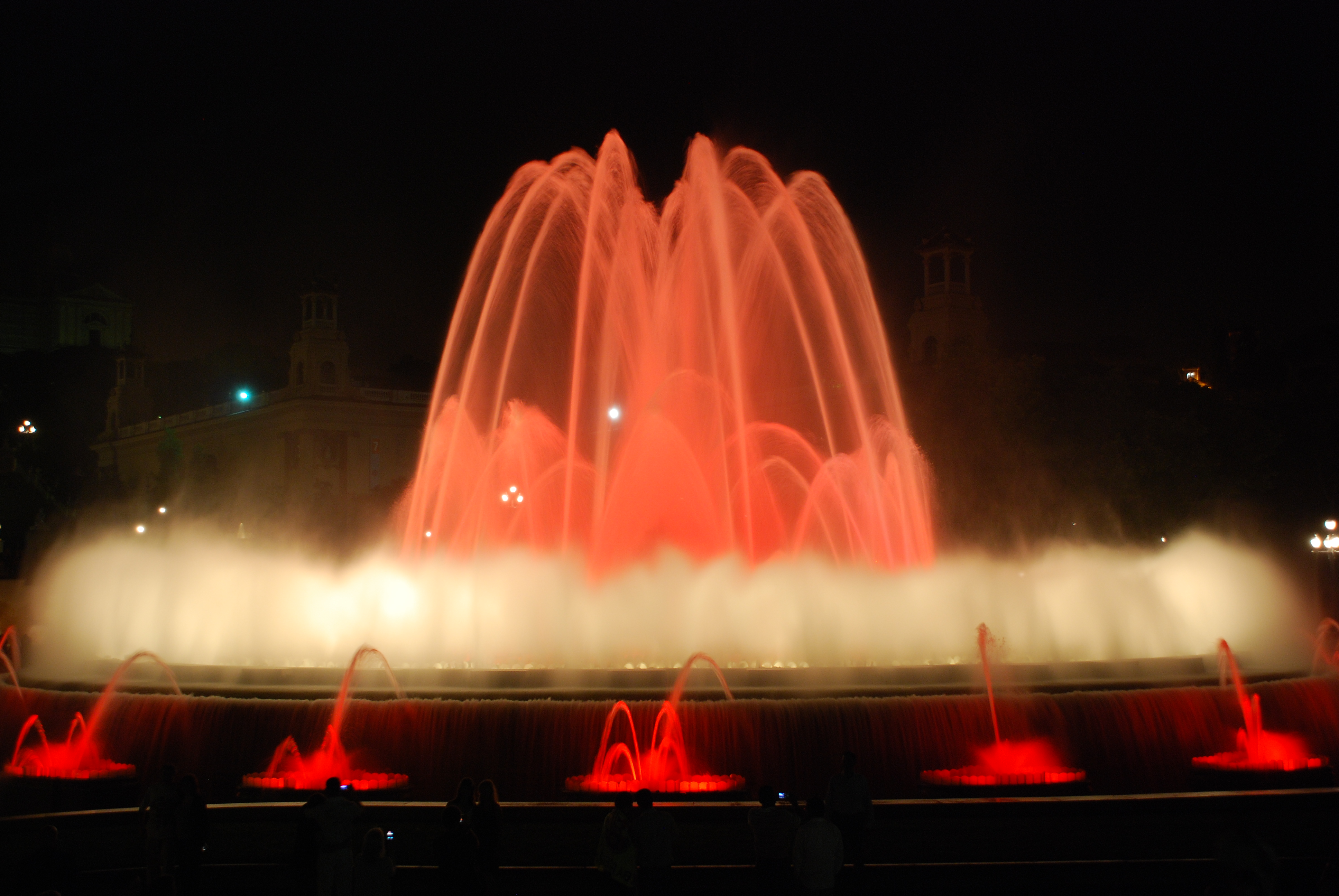
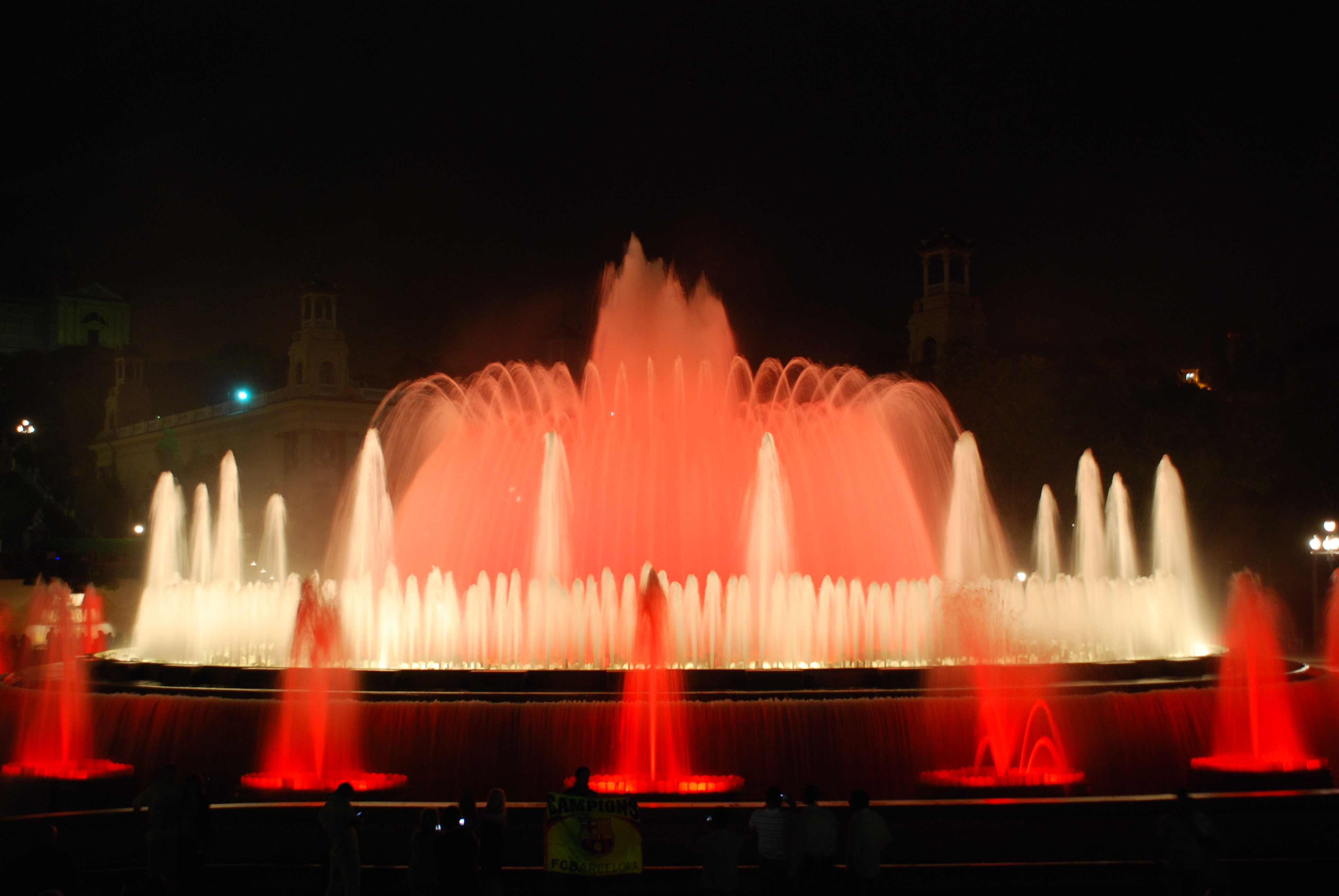
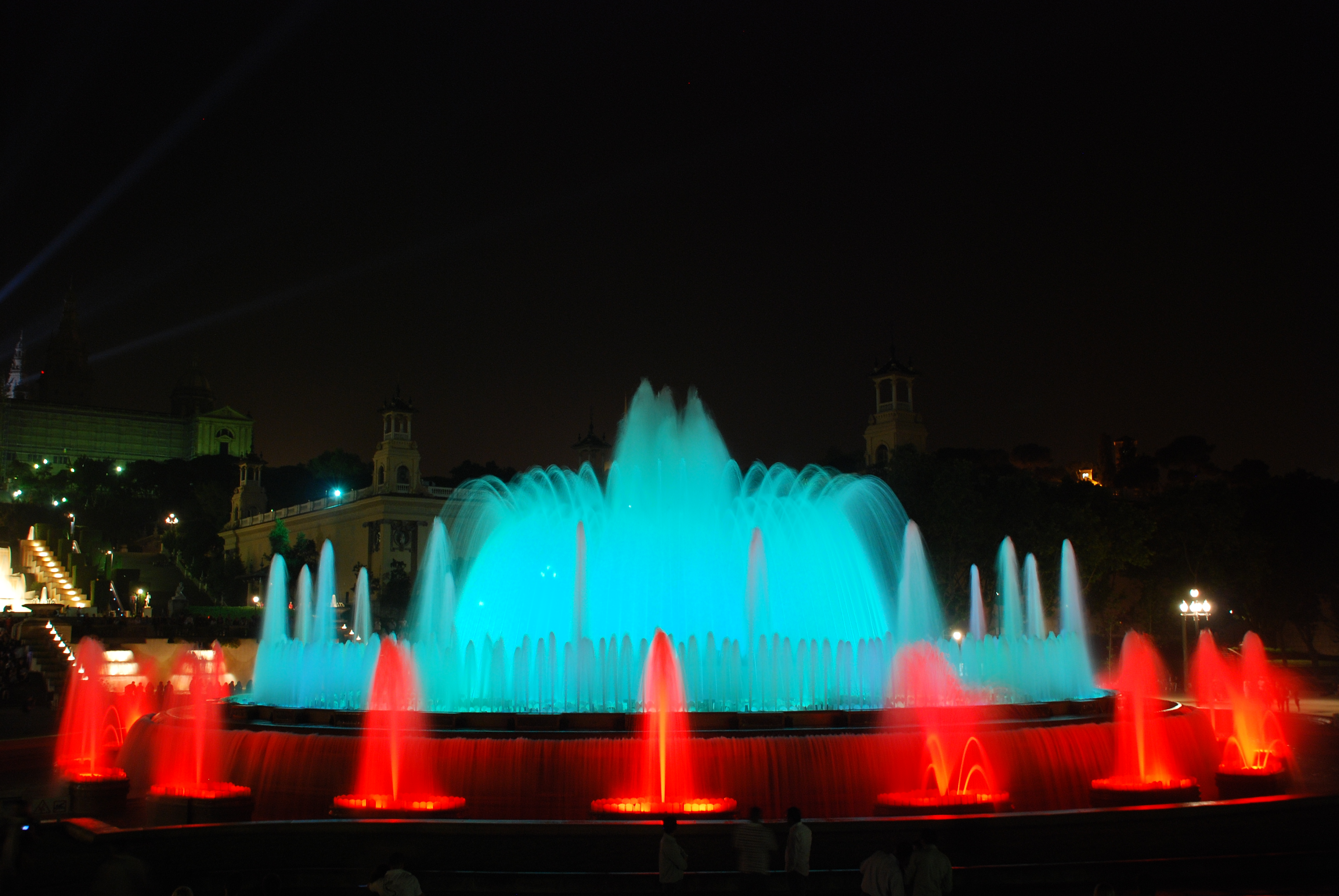
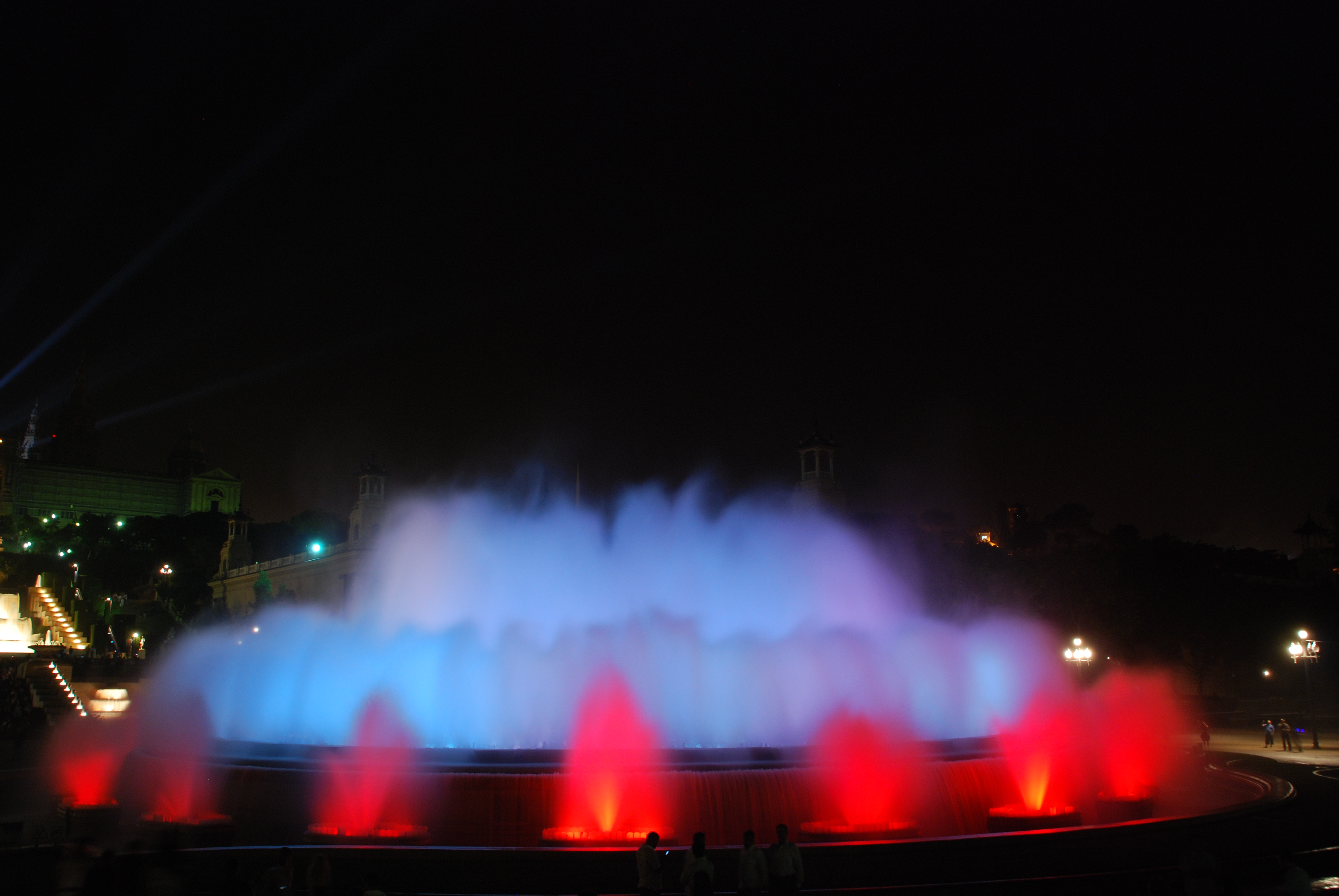
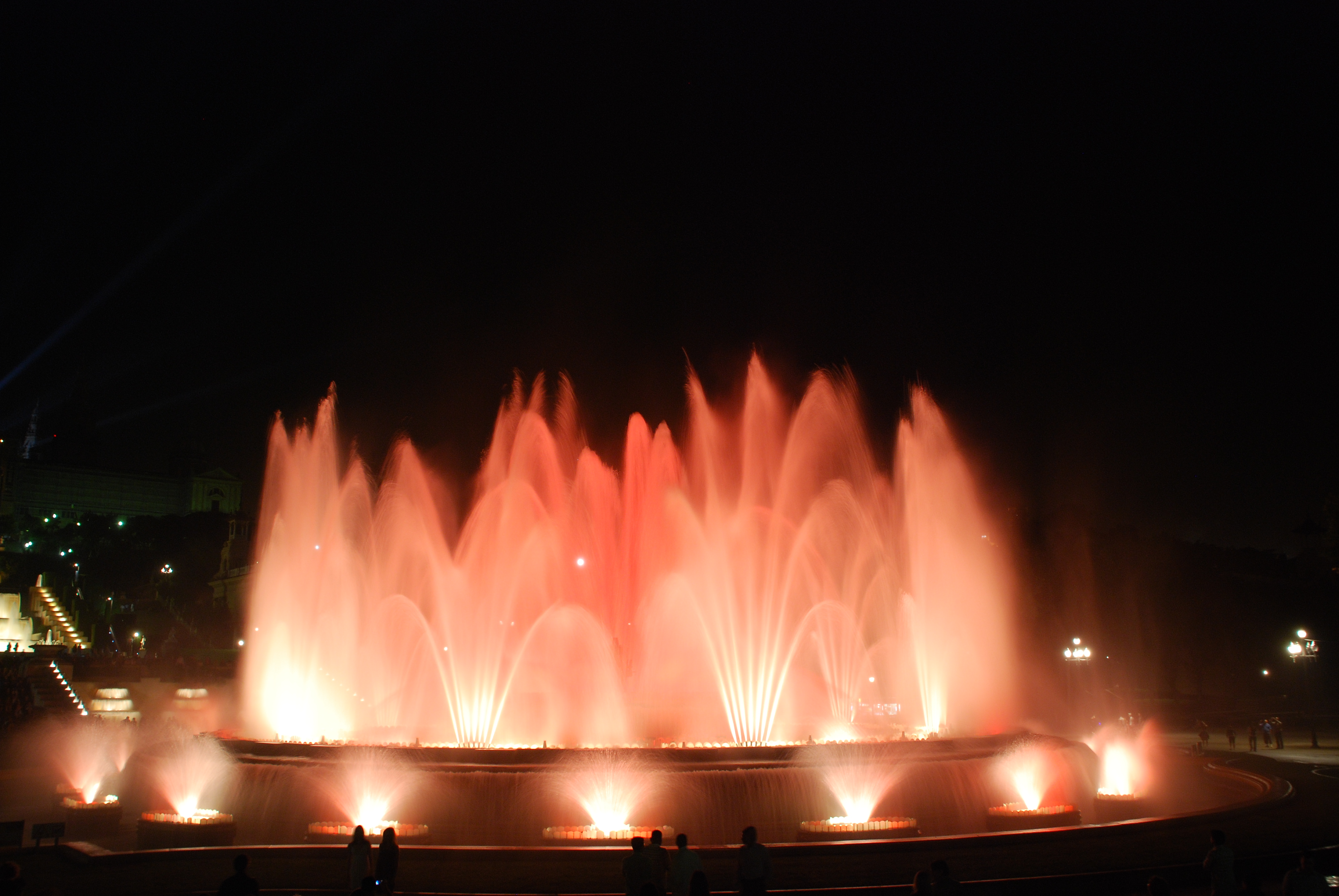
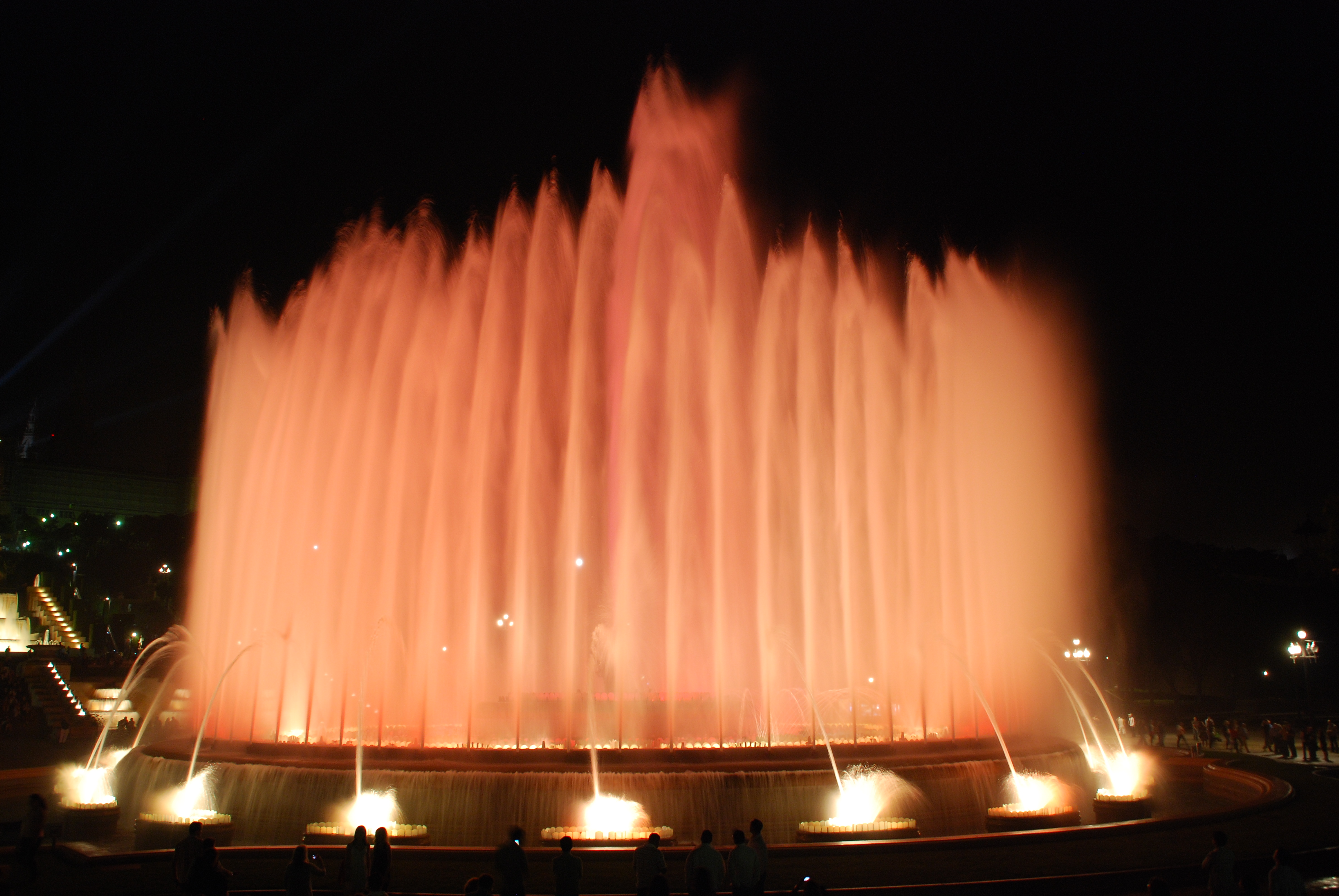
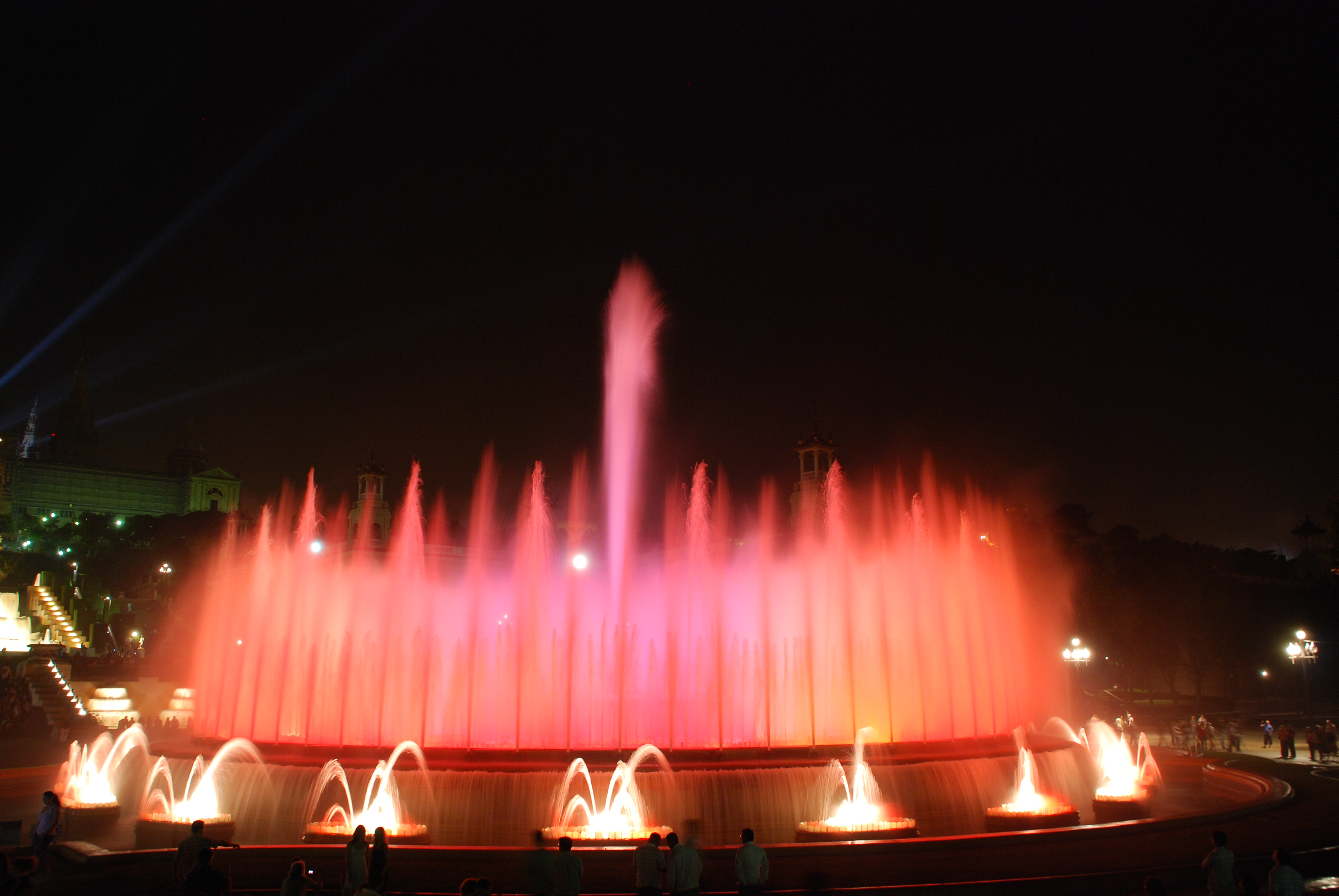
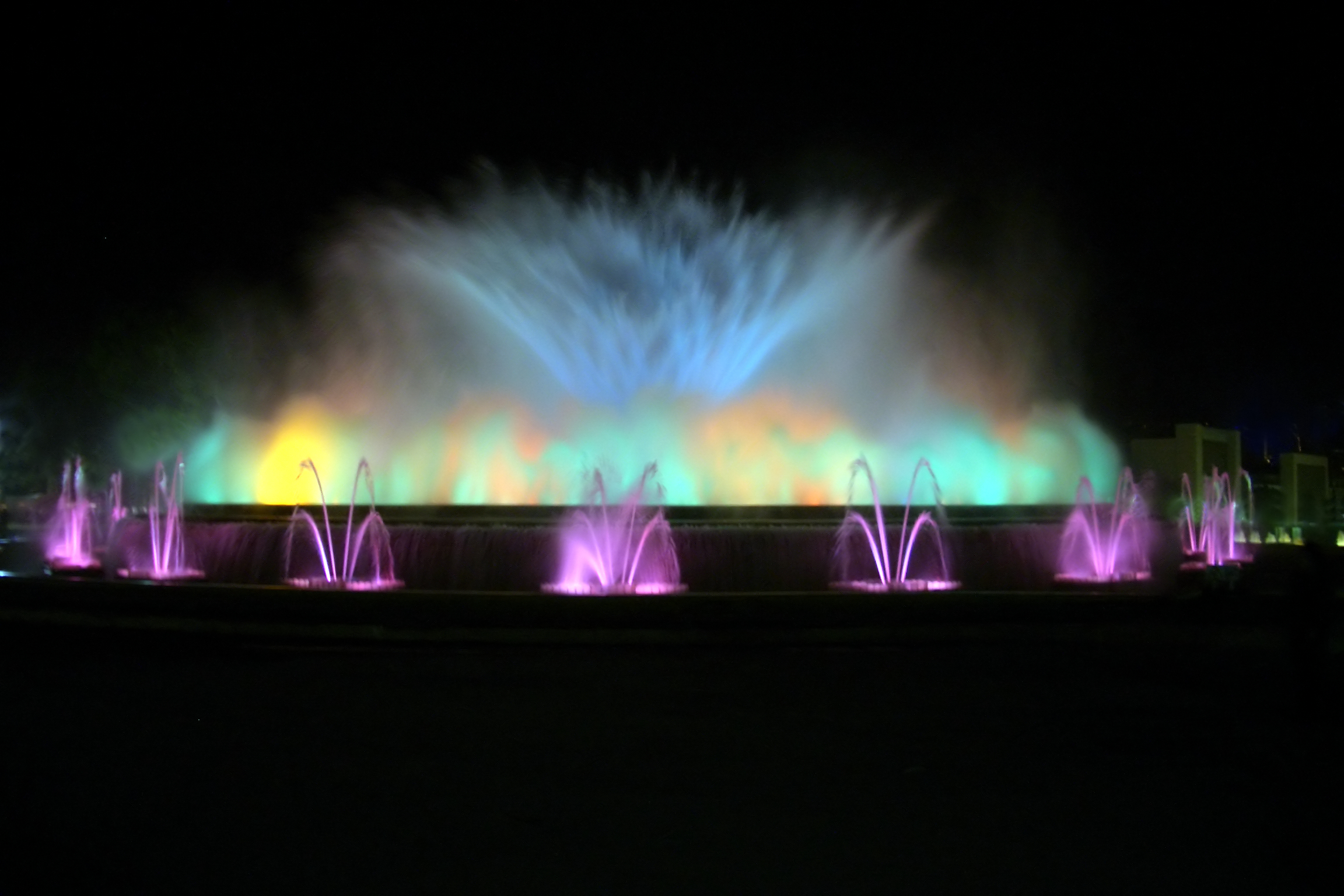